# 柏美術学院
柏美術学院（かしわびじゅつがくいん）は、千葉県柏市に所在する、カルチャー教室と芸大・美大・美術系高校受験予備校を併設している施設。通称「かしび」。
2019年8月よりマルマン株式会社の傘下に入り、マルマンのグループ会社として運営している。

## 概要
- マルマングループ・サニモ株式会社
- 柏美術学院
- 学院長：五十嵐 亮
- 関連校：柏美術学院カルチャー教室、かしびきっず

## 交通機関
- 東日本旅客鉄道（JR東日本）常磐線・東武野田線（東武アーバンパークライン）柏駅東口より徒歩3分

## カルチャー教室
カルチャー教室
中学生 - 一般対象講座
- デッサンイラスト講座
- 絵画デッサン講座
- デッサン講座
- 水彩画入門
- アート入門
- 水彩画講座
- 人を描く講座

かしびきっず
幼児 - 小学生対象講座
- 絵画造形教室
- 英才絵画教室
- 小学生イラスト講座
- 親子でアート

美術予備校
- 芸大デザイン科
- 私大デザイン科
- 工芸科
- 彫刻科
- 日本画科
- 個別受験科
- 基礎科